# Mahou Sentai Magiranger
Mahou Sentai Magiranger (魔法戦隊マジレンジャー, Mahō Sentai Majirenjā, vertaald als Magic Squadron Magiranger) is de 29e Sentai serie geproduceerd door Toei. Het is de eerste Sentai-serie waarvan sommige scènes zijn opgenomen in Nieuw-Zeeland. De serie werd uitgezonden in 2005 en bestond uit 49 afleveringen.
Beeldmateriaal uit Mahou Sentai Magiranger werd gebruikt voor het 14e seizoen van de serie Power Rangers getiteld Power Rangers: Mystic Force. De serie werd ook nagesynchroniseerd uitgezonden in Korea onder de naam Power Rangers: Magic Force (파워레인저 매직포스).
Magiranger is de eerste Sentai die geheel gemaakt is rond magie. In eerdere Sentai series hadden de krachten van de teamleden soms een magische oorsprong, maar in Magiranger zijn de vijf hoofdpersonen zelf tovenaars of heksen.

## Plot
Eeuwen geleden creëerden de vijf legendarische Sky Saints het rijk Magitopia. Magitopia kwam echter al snel in oorlog met de Infershia, een ras van monsters uit de onderwereld. 15 jaar geleden escaleerde dit tot een ultiem gevecht. De Sky Saints Bragel, Lunagel, Sungel en Raigel betraden de onderwereld om de Infershia leider N.Ma te doden. Raigel verraadde de anderen echter. Sungel veranderde Raigel in een mummie, maar werd als bijeffect van de spreuk zelf veranderd in een kikker. Bragel wist de Infershia terug te drijven naar de onderwereld waarna hij Lunagel de opdracht gaf om de poorten te sluiten. Hierbij werd hij zelf ook opgesloten.
Nu, 15 jaar later, worden de Infershia weer vrijgelaten door de mysterieuze Wolzard. Een van de Infershia monsters valt de Ozu familie, bestaande uit Bragels vrouw en kinderen, aan, maar Miyuki (Bragels vrouw) weet hem te stoppen als Magimother. Ze vertelt haar vijf kinderen dat hun familie afstamt van de vijf legendarische Sky Saints. Ze geeft hen speciale telefoons waarmee ze kunnen veranderen in een Magiranger om de Infershia te bevechten. Kort daarna wordt Miyuki schijnbaar gedood door Wolzard.
De Magirangers leren al snel meer over hun afkomst. Ze vinden Sungel (als kikker) en slagen erin hem terug in een mens te veranderen. Hij sluit zich hierna bij hen aan als hun mentor. Later blijkt dat Wolzard in werkelijkheid hun vader, Bragel, is. De Magirangers slagen erin de vloek van N.Ma te breken en hem weer zichzelf te laten worden. Ook ontdekken ze dan hun moeder nog leeft, maar gevangen wordt gehouden door de Infershiagoden, de sterkste monsters uit de onderwereld. Na veel gevechten tegen de Infershiagoden slagen ze erin haar te bevrijden.
In de laatste aflevering vechten alle acht tegen N.Ma.

## Karakters

### Ozu familie
De Ozu familie is een gezin van vijf broers en zussen en hun moeder. Ze stammen af van de legendarische Sky Saints.
- Kai Ozu (小津 魁, Ozu Kai) / Red Mage MagiRed (赤の魔法使いマジレッド, Aka no Mahōtsukai Majireddo): de jongste van de vijf. Kai is een rode magiër met de macht over het element vuur. Hij heeft vooral aanleg voor alchemie. Hij is impulsief, wat er vaak toe leidt dat hij fouten maakt, maar hij is ook behoorlijk dapper voor zijn leeftijd. Hij is het meest geschokt door hun moeders “dood” dankzij Wolzard en zweert dan ook wraak te nemen totdat hij ontdekt dat Wolzard hun vader is.

- Tsubasa Ozu (小津 翼, Ozu Tsubasa) / Yellow Mage MagiYellow (黄色の魔法使いマジイエロー, Kiiro no Mahōtsukai Majiierō): de op een na jongste. Tsubasa is een gele magiër met de macht over het element bliksem en een expert in het maken van toverdranken. Hij is intuïtief en een realist. Hij heeft vaak conflicten met Kai.

- Urara Ozu (小津 麗, Ozu Urara) / Blue Mage MagiBlue (青の魔法使い マジブルー, Ao no Mahōtsukai Majiburū): Urara is een blauwe magiër met de macht over water. Ze is gespecialiseerd in toekomst voorspellen. Ze is de zachtaardigste van allemaal en wordt door Smoky als een soort moederfiguur beschouwd. Door een grap die Kai als kind met haar uithaalde is ze bang voor kikkers, een angst die ze moest overwinnen om Hikaru terug te veranderen in een mens. Tegen het eind van de serie trouwt ze met Hikaru en een jaar na het eind van de serie wonen de twee samen in Magitopia.

- Houka Ozu (小津 芳香, Ozu Hōka) / Pink Mage MagiPink (桃色の魔法使い マジピンク, Momoiro no Mahōtsukai Majipinku): de op een na oudste. Ze is een roze magiër met de macht over het element wind. Verder kan ze zichzelf in van alles veranderen. Ze is altijd vrolijk en opgewekt, maar kan soms problemen veroorzaken. Ze werkt als kleding model.

- Makito Ozu (小津 蒔人, Ozu Makito) / Green Mage MagiGreen (緑の魔法使いマジグリーン, Midori no Mahōtsukai Majigurīn): de oudste van de vijf. Hij is een groene magiër met de macht over het element aarde. Hij is een expert op het gebied van magische planten. Hij is meestal een rustig persoon, maar kan soms behoorlijk kwaad worden en zo op andermans zenuwen werken. Ondanks dat Kai de leider voelt Makito zich verantwoordelijk voor de veiligheid van de vijf. Hij voelt zich dan ook een beetje overbodig wanneer Hikaru bij hen intrekt. In aflevering 37 blijkt dat hij ook een beetje Engels kan spreken wanneer hij Amerikaanse toeristen de weg wijst.

- Miyuki Ozu (小津 深雪, Ozu Miyuki) / White Mage MagiMother (白の魔法使いマジマザー, Shiro no Mahōtsukai Majimazā): de moeder van de vijf Ozu broers en zussen. Zelf is ze een witte magiër met de kracht van het element ijs. In aflevering twee wordt ze verslagen door Wolzard en lange tijd wordt aangenomen dat ze dood is. In het gevecht met Victory General Branken verschijnt ze als geest om Magiking te helpen. Later blijkt dat ze vlak voordat Wolzard haar zou doden weg teleporteerde, maar nu wordt vastgehouden door de Infershia goden. Nadat de Magirangers de Infershia god Toad verslaan keert ze weer bij hen terug.

- Hikaru (ヒカル) / Heavenly Hero MagiShine (天空勇者マジシャイン, Tenkū Yūsha Majishain): zijn echte naam is “Sungel”, de Sky Saint van de zon. Tijdens de oorlog met de Infershia werd hij veranderd in een kikker als bijeffect van de spreuk waarmee hij Raigel in een mummie veranderde. Alleen de kus van een blauwe magiër kan de betovering verbreken, wat de reden is dat hij Urara overal volgt. Na terug te zijn veranderd wordt hij de mentor van de vijf Magirangers. Zelf kan hij ook een Magiranger worden: Magishine. Aan het eind van de serie wordt hij officieel een lid van de Ozu familie als hij trouwt met Urara.

### Wolzard/Bragel
Dark Magic Knight Wolzard (魔導騎士ウルザード, Madōkishi Uruzādo) is een mysterieuze krijger die in eerste instantie aan de kant van de Infershia leek te staan. Hij is een zwarte magiër en was een van de belangrijkste leden van de Infershia. Zijn naam is een combinatie van Wolf en Wizard (Engels voor tovenaar). In het begin vecht hij vaak tegen MagiRed die de dood van zijn moeder wil wreken. Langzaam bij beetje begint Wolzard zich zijn oude leven te herinneren. Dan blijkt dat hij in werkelijkheid Bragel is, de vader van de vijf Magirangers en de sterkste krijger van Magitopia. Zijn menselijke naam is Isamu Ozu (小津勇, Ozu Isamu). 15 jaar geleden, tijdens de oorlog tussen Magitopia en de Infershia, dreef Bragel de Infershia terug naar de onderwereld en ging toen zelf ook naar binnen om N.Ma te verslaan. Maar voor het geval hij zou falen liet hij Lunagel de toegangspoort sluiten. Bragel werd in de onderwereld verslagen door N.Ma en veranderd in Wolzard.
Kai weet de spreuk uiteindelijk ongedaan te maken. Nadat Bragel weer zichzelf is gaat hij opnieuw het gevecht met N.Ma aan en absorbeert diens ziel. Daarna duikt hij onder voor de Infershia. De Infershia Goden slagen er later in om N.Ma’s ziel weer te bevrijden uit Bragel en laten Bragel zelf voor dood achter.
Hij geneest echter en keert later terug om zijn familie te helpen. Door een aanval afgevuurd door een van de Infershia Goden te absorberen verandert hij in de sterkere Heavenly Hero Wolzard Fire (天空勇者ウルザードファイヤー, Tenkū Yūsha Uruzādo Faiyā).

### Hulp
- Mandora Boy: een pratende Mandragora plant die de Magirangers vonden in een geheime ruimte in hun huis. In de film groeit hij uit tot een bonenstaak waarmee de Magirangers in Magitopia kunnen komen.
- Smoky: een kat-achtige Djinn en de helper van Hikaru. Hij woont in de MagiLamp die door de Magirangers werd gevonden vlak bij Raijels tombe. Smoky werd geboren uit een vulkaan op Magitopia. Hij opende op een dag de Annihilation Box. Om hem te redden zoog Sungel hem in de MagiLamp. Smokey kan niet langer dan drie uur buiten de lamp blijven. De vloek die op hem rust wordt tijdelijk opgeheven als hij wensen vervult, maar Smokey geeft een ieder die hem wekt maar een wens, en alleen als hij er iets voor terugkrijgt. Wanneer de Magirangers wensen dat de Infershia verdwijnen weigert hij omdat de macht van de Infershia groter is dan de zijne. Ondanks zijn soms kinderlijke gedrag is hij een uitstekende vechter en bestuurde ooit Travelion. Hij ziet Urara als een moederfiguur en heeft vaak ruzie met Mandora Boy.
- Tokusou Sentai Dekaranger

### Sky Saints
De Sky Saints (天空聖者, Tenkū Seija, ook wel bekend als de “Heavenly Saints”) zijn magische en heilige wezens. De Magirangers magie en element krachten komen van hen. Hun thuis is Magitopia. De bekendste Sky Saints zijn Bragel(Isamu Ozu/Wolzard), Sungel (Hikaru/MagiShine) en Raijel(Memmi). Andere zijn:
- De vijf Legendarische Magiërs: deze vijf Sky Saints creëerden Magitopia. Ooit waren zij mensen. Ze komen kort voor in de Magiranger film.
  - Heavenly Saint Flagel (天空聖者フレイジェル, Tenkū Seija Fureijeru): de Sky Saint van het element vuur. Kais krachten komen van hem.
  - Heavenly Saint Volgel (天空聖者ボルジェル, Tenkū Seija Borujeru): Sky Saint van de bliksem. Tsubasa's krachten komen van hem.
  - Heavenly Saint Splagel (天空聖者スプラジェル, Tenkū Seija Supurajeru): Sky Saint van het Water. Urara's krachten komen van haar.
  - Heavenly Saint Wingel (天空聖者ウインジェル, Tenkū Seija Uinjeru): Sky Saint van de Wind. Houka's krachten komen van haar.
  - Heavenly Saint Groungel (天空聖者グランジェル, Tenkū Seija Guranjeru):de Ent-achtige Sky Saint van de Aarde. Makito's krachten komen van hem.
- Rin (リン, Rin) / Heavenly Saint Lunagel (天空聖者ルナジェル, Tenkū Seija Runajeru): Sky Saint van het Maanlicht element, zij was lange tijd het doelwit van de Infershia omdat zij de Hades poort kon openen. Haar geheugen werd 15 jaar geleden nadat ze de Hades poort had gesloten gewist door Raijel. Ze nam de gedaante aan van een vrouw genaamd Rin. De Magirangers weten haar geheugen te herstellen. In het begin heeft ze maar weinig vertrouwen in de Magirangers en probeert zelf de Infershia te verslaan, maar wordt gevangen. Ze wordt gered door Kai. Na Brankens dood keert ze terug naar Magitopia. Ze keert later terug om de Magirangers te helpen hun Legend Krachten onder controle te krijgen. Ze verschijnt opnieuw in aflevering 47 om de Ozu familie te waarschuwen dat Magitopia wordt aangevallen door N.Ma. Lunajiel bezit zelf ook een Majin vorm.
- Heavenly Saint Chronogel (天空聖者クロノジェル, Tenkū Seija Kuronojeru): De Sky Saint van Tijd en Ruimte. Tijdmagie is de gevaarlijkste vorm van magie die er bestaat. Daarom trok Chronojiel zich terug in een andere dimensie in de vorm van een berg, en plaatste een vloek op alle Tijd magie. Toen MagiYellow Tijd magie uitprobeerde om te zien wat er in het verleden was gebeurd creëerde hij per ongeluk een kloof waar de tijd ingezogen werd. Hikaru sloot de kloof en nam hem mee om Chronojiels staf te vinden waarmee de bijeffecten van MagiYellows actie konden worden teruggedraaid. Wolzard volgde hen echter en maakte van de gelegenheid gebruikt om Chronojiel te doden.
- Heavenly Saint Snowgel (天空聖者スノウジェル, Tenkū Seija Sunōjeru): Sky Saint van het ijs element en de Sky Saint van wie MagiMother haar kracht krijgt. Zij geeft de Magirangers hun Legend krachten. Snowjiel is de oudste van de Sky Saints en verschijnt in twee vormen. Ze helpt de Magirangers in hun gevecht tegen Drake, en in het laatste gevecht met N.Ma
- Heavenly Arch Saint Magiel (天空大聖者マジエル, Tenkū Daiseija Majieru): de Sky Saint van alle magie. Zij is de leider en de sterkste van de Sky Saints. Ze verschijnt voor het eerst in de Magiranger film. Wanneer N.Ma naar Magitopia komt vecht ze tegen hem. Ze verliest en lijkt door hem gedood te worden, maar aan het eind van de serie blijkt dat ze nog leeft.

### Infershia
De Underground Hades Empire Infershia (地底冥府インフェルシア, Chitei Meifu Inferushia) zijn een ras van monsters uit een onderwereld-achtig rijk genaamd Kedomono Realm in het centrum van de aarde. Ze worden geleid door N.Ma. Jaren geleden creëerde N.Ma de Hades poort om zijn leger naar de Aarde te kunnen sturen, maar hij werd gestopt door de Sky Saint Bragel. Opvallend genoeg bevinden zich bijna geen magiërs in de rangen van de Infershia. De enige twee waren oorspronkelijk geen Infershia, namelijk Wolzard en Meemi. Tegen het einde van de serie beseffen de meeste Infershia dat N Ma’s obsessie voor het verslaan van de Sky Saints en de Magirangers te gevaarlijk wordt.
- Absolute God N Ma (Zettaishin N Ma): N.Ma is de leider van de Infershia. 15 jaar geleden werd hij door Bragel opgesloten in het Kedomono rijk, maar hij slaagde er nog wel in om Bragel te veranderen in Wolzard. Aan het begin van de serie zit N.Ma nog steeds opgesloten. Hij verschijnt voor het eerst volledig wanneer Meemy de krachten van de Legend Magirangers gebruikt om N.Ma te bevrijden. N.Ma wordt al snel weer verslagen door Bragel die N.Ma’s ziel opsluit in zijn eigen lichaam, totdat de Infershia goden N.Ma weten te bevrijden. N.Ma gebruikt vervolgens het lichaam van Titan om zelf weer een vaste vorm aan te kunnen nemen. In deze vorm wordt N Ma gedreven door macht, en wilde alle magie, moed, zielen en dimensies verslinden. Door N.Ma’s obsessie om de Sky Saints en de Ozu familie te doden, en de dood van veel Infershia monsters, beginnen sommige Infershia te twijfelen aan hun leider. N.Ma wordt uiteindelijk verslagen wanneer alle acht magirangers hun magie bundelen en hem hiermee opblazen.
- Victory General Branken (凱力大将ブランケン, Gairiki Taishō Buranken) (1 – 18): de eerste generaal van de Infershia en Wolzards rivaal. Hij gebruikt de Hell Fang, een zwaard gemaakt van een van N.Ma’s tanden, als wapen. Branken is deels machine. Ooit was hij een High Zobil, maar vocht zich een weg naar de rang van generaal. Hij tolereert geen mislukkingen. Zijn ware doel is de nieuwe leider van de Infershia te worden. Branken zit het grootste deel van de tijd opgesloten in het Kedomono Realm. In aflevering 18 weet hij de Hades poort te openen en te ontsnappen. Lunagel sluit de poort echter opnieuw waarna Branken wordt vernietigd door MagiKing.
- Sorcery Priest Meemy (魔導神官メーミィ, Madōshinkan Mēmī) (19-34): de Infershia generaal die het commando overneemt nadat Branken is verslagen. Hij was ooit de Sky Saint Raijel en net als Sungel een leerling van Bragel. Hij verraadde de andere Sky Saints in de oorlog 15 jaar geleden en werd door Sungel in een mummie veranderd. Zijn levenloze lichaam wordt gevonden door Nai & Mea die hem naar N.Ma brengen. N.Ma brengt Raijel weer tot leven als het monster Meemy. Hij neemt hierop de leiding over de Infershia over. In aflevering 33 steelt Meemy de Legend Magie van de Magirangers en gebruikt dit om N.Ma te bevrijden. Hij wordt uiteindelijk gedood in een duel met Hikaru.
- Phantom Spy Vancuria (妖幻密使バンキュリア, Yōgen Misshi Bankyuria): de onsterfelijke vampier koningin. Ze kan net als Wolzard het Kemodo Realm verlaten wanneer ze dat wil. Ze kan zichzelf opsplitsen in de Nightmare Sisters Nai & Mea (ナイとメア, Nai to Mea). De Magirangers vernietigen Vancuria met de Dawn Crystal, maar ze regenereert zichzelf later. Wanneer ze de verblijfplaats van de Infershia goden ontdekt wekt ze hen. Later begint ze te twijfelen aan N.Ma’s acties. Ze wekt Sphinx, die was vernietigd door Dagon, weer tot leven. Ze sluit zich bij Sphinx aan wanneer die de leider wordt van de “nieuwe Infershia’.
- Hades Beast (冥獣, Meijū): de primaire monsters van de Infershia.
- Hades Beastmen (冥獣人, Meijūjin) de Beastmen waren oorspronkelijk mensen die hun ziel verkochten aan N.Ma. Ze zijn sterker dan de gewone Hades Beast.
- Hades Beastman Four Kings of Hell (冥獣人四底王, Meijūjin Shijigokuou): de vier sterkste Beastmen. Memmi is gedwongen hen op te roepen wanneer N.Ma’s geduld op begint te raken. Hun komst zorgt ervoor dat de Magirangers hun Legend krachten krijgen.
- Infershia Pantheon (冥府十神, Meifu Jusshin), ook wel bekend als de Infershia Goden. Zij zijn de 10 sterkste monsters van de Infershia. Ze bevonden zich in een speciale vallei diep in het Kedomono rijk, en ontwaken nadat N.Ma is verslagen en geabsorbeerd door Bragel. Volgens Hikaru zijn de Infershia Goden een mythe. Allemaal willen ze hun “Divine Punishment” (letterlijk: goddelijke bestraffing) loslaten op de mensheid. De zogenaamde “Slab of Judgement” bepaalt wie van de 10 mag proberen om deze Divine Punishment uit te voeren. Daarnaast proberen ze ook Bragel op te sporen om N.Ma te bevrijden. Elk van de Infershia goden is gebaseerd op een klassiek monster uit onder andere de Griekse, Egyptische en Noorse mythologie.
  - Hades God Ifrit (冥府神イフリート, Meifubushin Efurīto) (35 – 36): krijger type God. Ifrit is een vuur demon en de eerste van de Infershia Goden die de Magirangers uitdaagt. Hij kan alles waar hij naar kijkt doen ontbranden. Zijn manier van Divine Punishment is de Aarde te laten verbranden. Wanneer hij dreigt te verliezen doodt Dagon hem. Voordat hij sterft onthult Ifrit aan de Magirangers dat een van de Infershia Goden hun moeder gevangen houdt.
  - Hades God Cyclops (冥府神サイクロプス, Meifubushin Saikuropusu) (35 – 38): krijger type God. De beste scherpschutter onder de Infershia Goden. Hij is een robotische demon met een sluipschuttersgeweer als wapen. Hij daagt de Magirangers uit tot een kat-en-muisspel. Hij wordt verslagen door MagiLegend geholpen door Travelion.
  - Hades Goddess Gorgon (冥府神ゴーゴン, Meifukenshin Gōgon) (35 – 40): wijsheid type God. Ze bezit een speciale spiegel waarmee ze slangen kan oproepen die alles verstenen. Ze versteent Smoky en vangt Urara, Akito, Tsubasa en Hikaru in haar gorgonen tuin. Daarna gaat ze achter de machteloze Kai en Houka aan. Sphinx geneest de twee echter en ze bevrijden de anderen. Gorgon voorspelde dat ze door een van de Infershia Goden zou worden gedood, wat ook gebeurt. Ze keert terug als reus en wordt verslagen door MagiLegend en Travelion, waarna Smoky weer terugverandert.
  - Hades God Drake (冥府神ドレイク, Meifuyokushin Doreiku) (35 – 42): een ultieme God en de meest gewelddadige van alle Infershia Goden. Hij vecht met een zwaard en draagt een onverwoestbaar harnas. Hij was zelfs in staat Travelions aanval te weerstaan, maar Sphinx verdrijft hem voordat hij Sungel kan doden. Wanneer Gorgon sterft valt hij uit woede de andere Infershia Goden aan. Als Sphinx hem dan er nog eens bij vertelt dat het niemand kan schelen wat hij voelde voor Gorgon gaat hij helemaal door het lint. Bijna dood hij Sphinx, maar wordt dan uitgekozen om de volgende te zijn die mag proberen Divine Punishment uit te voeren. Hikaru ontdekt Drakes zwakke plek (in zijn nek) en verslaat hem. Hij wordt verzwakt door MagiLegend en vernietigd door Travelion.
  - Hades God Toad (冥府神トード, Meifubushin Tōdo) (35 – 44): een krijger type God. Hij is gewapend met een hamer en kan verschillende soorten gif produceren. Hij creëert zelfs slechte dubbelgangers van de Magirangers. Hij vecht als derde tegen de Magirangers. In zijn gevecht met Kai en Houka laat hij de twee van lichaam ruilen waardoor ze niet meer konden transformeren in hun gevecht met Gorgon. Hij verzamelt zielen en houdt onder andere Miyuki gevangen. Hij wordt vernietigd door de Legend Magirangers en MagiMother.
  - Hades God Wyvern (冥府神ワイバーン, Meifubushin Waibān) (35 - 46): krijger type God. Hij is van alle Infershia Goden wel het aardigst tegen Nai & Mea totdat het zijn beurt is om te vechten tegen de Magirangers. Hij spoort samen met Titan en Dagon Wolzard op en bevrijdt N.Ma’s ziel uit Wolzards lichaam. Wanneer hij dreigt Akito te doden komt Titan hem te hulp. Akito en Houka vermommen zich als Titan om Wyvern uit zijn schuilplaats te lokken. Hij bevecht de zes Magirangers en zou hen hebben gedood als Bragel niet tussenbeide was gekomen. Bragel verandert door Wyverns aanval te absorberen in Wolzard Fire en doodt Wyvern.
  - Hades God Titan (冥府神ティターン, Meifubushin Titān) (35 – 46): krijger type god. De meest gespierde van de Infershia Goden. Wanneer het zijn beurt is om Divine Punishment uit te voeren creëert hij een enorme bal van elektriciteit. Titan blijkt uiteindelijk een hart te hebben wanneer Houka hem ervan weet te overtuigen zijn Divine Punishment te stoppen. Later wordt Titan door N.Ma gekozen om als zijn nieuwe lichaam te dienen, maar weigert dit. Wyvern ziet dit als een vorm van verraad en jaagt Titan op, die bescherming zoekt bij de Magirangers. Terwijl de Magirangers Wyvern bevechten wordt Titan gevangen door Dagon die N.Ma’s ziel in zijn lichaam stopt. N.Ma creëert uit Titans lichaam een nieuw lichaam voor zichzelf en Titan sterft.
  - Hades Goddess Sphinx (冥府神スフィンクス, Meifukenshin Sufinkusu) (35 – 47, 49): wijsheid type God. Zij is de wijste van de Infershia Goden en staat erop dat alles gebeurt volgens de regels op de “Slab of Judgement”. Om die reden maakt ze Toads lichaamsverwisseling van Houka en Kai ongedaan en verjaagt ze Drake wanneer hij Sungel wil doden. Wanneer het haar beurt is om Divine Punishment uit te voeren vecht ze kort tegen de Magirangers en verslaat met gemak MagiLegend en Travelion. Ze besluit dat de mensenwereld niet meer van nut is voor de Infershia en ziet af van haar Divine Punishment. Sleipnir en Dagon doden haar omdat ze N.Ma’s bevelen niet uitvoerde. Vankurya brengt haar weer tot leven waarna ze Dagon doodt. Na N.Ma’s dood neemt ze het bevel over de Infershia over en sluit ze vrede met de Magirangers en Sky Saints.
  - Hades God Sleipnir (冥府神スレイプニル, Meifuyokushin Sureipuniru) (35 – 48): een ultieme God. Hij is een ridder-achtige demon die zichzelf beschouwt als de leider van de Infershia Goden. Hij versloeg in aflevering 35 MagiLegend en verscheen in aflevering 42 op de Aarde in een enorme strijdwagen om Drake te helpen in zijn gevecht totdat Wolzard als WolCentaurus hem weet terug te drijven naar het Kedomono Realm. Na de dood van Sphinx wordt Sleipnir gekozen om Divine Punishment uit te voeren. Hij verslaat Magilegend, maar Kai slaagt erin zijn schild te verwoesten waarna de Magirangers hem vernietigen.
  - Hades God Dagon (冥府神ダゴン, Meifukenshin Dagon) (35 – 49): Wijsheid type God. Hij lijkt onverslaanbaar. Hij is de sterkste der Infershia Goden en hun echte leider (in tegenstelling tot Sleipnir die zichzelf alleen maar als leider beschouwt). Na N.Ma’s ziel te hebben bevrijd doodt hij Bragel, denkt hij. Hij spoort vervolgens de gevluchte Titan op en geeft zijn lichaam aan N.Ma. In de finale vecht hij met MagiMother, maar wordt onderbroken door Sphinx. Sphinx probeert Dagon zo ver te krijgen dat hij afziet van zijn Divine Punishment. Wanneer hij weigert doodt ze hem.
- Zobils (ゾビル, Zobiru): de zombie soldaten van de Infershia.
  - High Zobils (ハイゾビル, Hai Zobiru): sterkere versies van de Zobils. Dienen als leider van een groep Zobils.

## Mecha

### Magi Majin
De Magiranger kunnen met de spreuk "Maagi Magi Magika" zelf transformeren in een soort mecha genaamd Magi Majin. Later krijgen ze ook de mogelijkheid om te veranderen in enorme beesten genaamd Majuu. Daarnaast zijn er ook twee losse Majuu die de Magiranger meehelpen. De enige mechanische mecha in Magiranger is Travelion.
- MagiPhoenix: de Majin vorm van MagiRed, gewapend met een zwaard.
- MagiGaruda : de majin vorm van MagiYellow.
- MagiMermaid: de majin vorm van MagiBlue.
- MagiFairy: de majin vorm van MagiPink.
- MagiTaurus: de majin vorm van MagiGreen.

MagiDragon: de combinatie van MagiGaruda, MagiMermaid, MagiFairy en MagiTaurus.
MagiKing (マジキング, Majikingu): de combinatie van alle vijf Majin. Magiking kan vliegen, en is gewapend met een zwaard genaamd KingCallibur. Zijn aanvallen zijn Magical Slash en Heavenly Magical Slash

### Valkyrion
Dark Magic Horse Barikion (魔導馬バリキオン, Madōba Barikion, ook wel Valkyrion genoemd) is een paard-achtige Majuu onder de controle van Wolzard, maar af en toe helpt hij de magirangers ook.
- WolKentauros (合体 Urukentauros): Wolzard kan zelf naar een enorm formaat groeien en combineren met Valkyrion om een soort centaur te worden. Hij vecht met een staf.
- Supreme Ruler of Darkness WolKaiser (合体 Yami no Haō Urukaizaa): de tweede combinatie van Wolzard en Valkyrion. Valkyrion wordt een soort pantser voor Wolzard.

- FireKaiser (ファイヤーカイザー, FaiyāKaizā): combinatie van Valkyrion en MagiPhoenix. Komt alleen voor in aflevering 9 en 18.

### Travelion
Magical Train Travelion Express (魔法特急トラベリオンエクスプレス, Mahō Tokkyū Toraberion Ekusupuresu) is Hikarus enorme stoomtrein bestaande uit een locomotief en vijf wagons. De trein kan vliegen en door de tijd reizen. Indien nodig kan Travelion transformeren in een robot genaamd Magical Iron God Travelion (魔法鉄神トラベリオン, Mahō Tetsujin Toraberion) voor gevechten met de Infershia. Travelion vernietigt monsters door ze in zijn stoomketel te zuigen en als brandstof te gebruiken.

### Unigolon
Horned Sacred Horse Unigolon (一角聖馬ユニゴルオン, Ikkaku Seiba Yunigoruon) is een eenhoorn majuu die voor het eerst voorkomt in de magiranger film. Magiphoenix kan met hem combineren tot SaintKaiser (セイントカイザー, SeintoKaizā). Deze combinatie verschijnt ook een keer in de serie.

### MagiLegend
Nadat de magiranger een powerup tot legend magiranger ondergaan kunnen ze zelf veranderen in twee nieuwe majuu.
- MagiFirebird: de majuu vorm van legend Magired.
- MagiLion  : de gezamenlijke majuu vorm van legend MagiBlue, Green, Pink en Yellow.

MagiLegend (マジレジェンド, Majirejendo): de combinatie van MagiFirebird en MagiLion. Gewapend met de ScrewCalibur. Zijn aanvallen zijn Fire Tornado, Legend Fire Slash en Final Slash. Is ook gewapend met de "Lion Claws".

## Titelsong/Eindtune

### Titelsong
- Gezongen door Iwasaki Takafumi

"Magie, het is een heilige kracht. 

Magie, het is een avontuur naar het onbekende. 

Magie, en het is het bewijs van moed! 

Magische eenheid... MagiRanger!"
Go fight! Maji, Maji, MajiRenjaa! 

Shinjite FUCHAA 

OK! OORAI! Yuuki wa kono te ni 

Tabi-datte!
Kimi ga koetai mon wa nani 

Oozora 

Gyaku fuu kinou no jibun 

Tachi mukau toki 

Yure-ugoku 

Sono mune nu wakidasu PAWAA
Green Ground! 

Pink Storm! 

Blue Splash! 

Yellow Thunder! 

Red Fire! 

Bouken no hajimari sa!
Go fight! Maji, Maji, MajiRenjaa! 

Genkai CHARENJAA 

Yuuki to iu na no mahou wo motteru
Go fight! Maji, Maji, MajiRenjaa! 

Yume mite FUCHAA 

OK! OORAI! Ashita wo kono te ni 

Mahou Sentai... MagiRenjaa! 

Tabi-datte!

### Eindtune
- Gezongen door Sister MAYO

Fushigi na jumon kooru surya 

Haato ni chakushin yuuki no meeru 

Shinpi no chikara mi ni matoi 

Nazo meku yoru e habataite yuke 

LONELY BOY, LONELY GIRL, shinjite 

Ai aru mono ni maryoku wa yadoru
Maaji Maji Majiiro 

Maaji Maji Majika 

Mirara Mirakuru Majikaru Foosu 

Maaji Jiruma Jinga 

Maaji Jiruma Maji Jinga 

Jumon ga yami no tobira wo tataku
Mahou Sentai... Majirenjaa!

## Trivia
- De naam Ozu is afgeleid van Oz. Dit is een verwijzing naar de Tovenaar van Oz.
- Dit is de tweede Sentai serie waarin twee teamleden met elkaar trouwen. De eerste was in Choujin Sentai Jetman.
- Dit is de eerste Sentai serie met twee getrouwde koppels in het team: Miyuki en Bragel & Hikaru en Urara.
- Magiranger is de tweede Sentai serie met meer dan zes teamleden. De eerste was Tokusou Sentai Dekaranger
- De naam Infershia is afgeleid van Inferno
- De vier belangrijkste leden van de Infershia zijn gebaseerd op klassieke monsters: Vancuria – vampier, Branken – monster van frankenstein, Memmi – mummie en Wolzard (slechte) – weerwolf.
- Dit is de enige Sentai serie met mensen ouder dan 40 als helden (MagiMother en Wolzard (Fire)).
- MagiBlue is de zesde held in een Sentai serie met op water gebaseerde krachten.
- De naam N.Ma is afgeleid van Enma (correct gespeld Yama), de Japanse bewaker van de onderwereld.

## Afleveringen
1. The Morning of Departure ~Maagi Magi Magiiro~ (旅立ちの朝, Tabidachi no Asa)
2. Bringing out Courage ~Maagi Magi Magika~ (勇気を出して, Yūki o Dashite)
3. Ride the Magical Dragon ~Maagi Giruma Jinga~ (魔竜に乗れ, Maryū ni Nore)
4. The King of the Majin ~Maagi Giruma Magi Jinga~ (魔人の王様, Majin no Ōsama)
5. The Way of Love! ~Maagi Magiiro~ (恋をしようよ, Koi o Shiyō yo)
6. The Ruler of Darkness ~Uuza Douza Uru Zanga~ (闇の覇王, Yami no Haō)
7. Into the Dream ~Jinga Magiiro~ (夢の中へ, Yume no Naka e)
8. You're Just the Heroine ~Majuna Majuna~ (君こそヒロイン, Kimi Koso Hiroin)
9. Fiery Friendship Fusion ~Giruma Maagi Magi Jinga~ (炎の友情合体, Honō no Yūjō Gattai)
10. If the Flower Blooms ~Giruma Magika~ (花が咲いたら, Hana ga Saitara)
11. Night of the Vampires ~Magiiro Magika~ (吸血鬼の夜, Kyūketsuki no Yoru)
12. The Mark of Determination ~Maagi Giruma Magi Magika~ (決意のしるし, Ketsui no Shirushi)
13. If I Were Mother ~Jinga Majuna~ (お母さんなら, Okāsan Nara)
14. Burn, Punch ~Gii Gii Gigiru~ (燃えろパンチ, Moero Panchi)
15. The Bride's Elder Brother ~Giruma Magi Majuna~ (花嫁の兄, Hanayome no Ani)
16. The Gate's Key ~Uzaara Ugaro~ (門の鍵, Mon no Kagi)
17. Tenderness isn't Needed ~Uuza Douza Uru Ugaro~ (優しさはいらない, Yasashisa wa Iranai)
18. Uniting Powers ~Maagi Giruma Gii Jinga~ (力を合わせて, Chikara o Awasete)
19. The Magic Lamp ~Meeza Zazare~ (魔法のランプ, Mahō no Ranpu)
20. Kiss Me, Ribbit ~Goolu Golu Goludiiro~ (キスしてケロ, Kisu Shite Kero)
21. Let's Go on the Magic Express ~Goo Goo Goludiiro~ (魔法特急で行こう, Mahō Tokkyū de Ikō)
22. A Date in Kyoto? ~Luuma Goludo~ (京都でデート？, Kyōto de Dēto?)
23. Forbidden Magic ~Rooji Maneeji Magi Mamaruji~ (禁断の魔法, Kindan no Mahō)
24. As Your Teacher ~Golu Golu Gojika~ (先生として, Sensei Toshite)
25. Stolen Courage ~Giruma Magi Magiiro~ (盗まれた勇気, Nusumareta Yūki)
26. Believe!! ~Giruma Gii Magika~ (信じろよ！, Shinjiro yo!)
27. Our Bonds ~Magiine Magiine~ (俺たちの絆, Oretachi no Kizuna)
28. Eternally... ~Giruma Magi Magi Magiine~ (永遠に･･･, Eien ni...)
29. Repeating "What's That?" ~Gii Magi Magiiro~ (くり返す「あれ？」, Kurikaesu "Are?")
30. Legendary Power ~Maagi Magi Magi Magiiro~ (伝説の力, Densetsu no Chikara)
31. The Extraordinary Majin ~Maagi Giruma Golu Jingajin~ (凄まじき魔神, Susamajiki Majin)
32. Dad's Words ~Maagi Giruma Golu Gogika~ (父の言葉, Chichi no Kotoba)
33. Toward the Infershia ~Maagi Golu Magika~ (インフェルシアへ, Inferushia e)
34. Bonds of Courage ~Goolu Golu Goludo~ (勇気の絆, Yūki no Kizuna)
35. Valley of the Gods ~Magi Magi Gigiru~ (神々の谷, Kamigami no Tani)
36. Carrying Out Divine Retribution ~Maagi Golu Gogika~ (神罰執行, Shinbatsu Shikkō)
37. Sniping ~Golu Maagi~ (狙い撃ち, Neraiuchi)
38. A Promise With Big Brother ~Goo Magiiro~ (アニキとの約束, Aniki to no Yakusoku)
39. Contrary Brother and Sister ~Majuna Giruma~ (あべこべ姉弟, Abekobe Kyōdai)
40. The Gorgon's Garden ~Magine Luludo~ (蛇女の庭, Hebi-onna no Niwa)
41. The Teacher's Teacher ~Goolu Golu Majuulu~ (先生の先生, Sensei no Sensei)
42. Confrontation! Two Ultimate Gods ~Goolu Luuma Golu Gonga~ (対決！二極神, Taiketsu! Nikyokushin)
43. The Garden of Thorns ~Magi Magi Gogika~ (茨の園, Ibara no Sono)
44. The Scent of Mom ~Giruma Giruma Gonga~ (母さんの匂い, Kāsan no Nioi)
45. The Couple are Friends ~Gii Golu Majuna~ (二人はともだち, Futari wa Tomodachi)
46. Head to the Lake ~Goolu Golu Golu Goludiiro~ (湖へ向かえ, Mizūmi e Mukae)
47. The Magic I Use to You ~Luludo Goludiiro~ (君にかける魔法, Kimi ni Kakeru Mahō)
48. Decisive Battle ~Magi Majuulu Gogoolu Jingajin~ (決戦, Kessen)
49. Return to Legends ~Maagi Magi Majendo~ (伝説への帰還, Densetsu e no Kikan)

### Specials
- Mahou Sentai Magiranger the Movie: Bride of Infershia ~Maagi Magi Giruma Jinga~ (インフェルシアの花嫁, Inferushia no Hanayome)
- Mahou Sentai Magiranger vs. Dekaranger ~Maagi Giruma Deka Magika~
- Mahou Sentai Magiranger: KaiShine vs. MagiShine ~Golu Goolu Goo Goo~